# Tattica incudine e martello
La tattica incudine e martello è una tattica militare che si ritiente inventata probabilmente da Filippo II  o da suo figlio Alessandro Magno. Essa venne utilizzata soprattutto da Alessandro, Filippo, Annibale, Scipione e anche nei secoli successivi essa venne imitata, pur con delle varianti. Trarrebbe origine dalla manovra a tenaglia, sebbene ne rappresenta una variante migliorata, oppure più semplicemente è una versione migliorata e più complessa dell'accerchiamento.

## Composizione
La tattica dell'incudine e martello consiste in una manovra di accerchiamento compiuta da: truppe molto mobili, che attaccano i fianchi e il retro dello schieramento nemico e da truppe più statiche, che assalgono il nemico frontalmente.
Questa tattica può venire eseguita dagli eserciti che sono in grado di mettere in campo: 1) un reparto di fanteria pesante (in grado di attuare una forte pressione sul nemico): di solito vengono utilizzati lancieri, picchieri, soldati in armatura pesante e specialmente la falange; 2) un reparto di soldati dotati di grande mobilità (in grado di muoversi agilmente e velocemente): soldati in armatura leggera, schermagliatori e specialmente la cavalleria (leggera o pesante).
La miglior combinazione di truppe per attuare questa tattica consiste nell'uso di falange e cavalleria.

## Schieramento e modalità di azione
La tattica consiste nello schierare la fanteria, cioè la falange, al centro e disporre la cavalleria sulle ali (formazione classica). In seguito viene fatta caricare la cavalleria contro le ali del nemico (dove solitamente si trova la cavalleria avversaria), questa per la buona riuscita della tattica deve riuscire a sconfiggere i suoi avversari (per questo motivo la tattica necessita di un numero notevole di cavalieri e possibilmente ben addestrati). Intanto la fanteria avanza al passo verso lo schieramento nemico. Dopo che la cavalleria ha messo in fuga le ali del nemico, essa continua ad avanzare , finché non aggira lo schieramento nemico, poi lo attacca alle spalle. A questo punto i nemici, poiché vengono pressati dalla forza d'urto della cavalleria da dietro e poiché arretrano di fronte ad uno sconquassamento della linea causato dalla carica, iniziano ad arretrare, cioè si muovono verso la falange. In questo modo i nemici vengono letteralmente schiacciati addosso al muro di lance della falange che ne fa strage e causa lo sfaldamento della formazione. I soldati nemici si spingono l'uno contro l'altro nel tentativo di fuggire dalla cavalleria, cosicché molti vengono spinti addosso alla falange dai loro stessi compagni. A questo punto la pressione esercitata sulla schiera nemica si raddoppia, poiché anche la falange preme dal lato opposto della cavalleria e solitamente la battaglia finisce quando i soldati vengono spinti o fuggono nell'unica via di fuga possibile: i lati, in modo da causare il crollo e lo sfondamento della formazione.

## Esempi storici di utilizzo della tattica
- Alessandro Magno e Filippo II ne fanno largo uso soprattutto durante azioni locali, in cui l'azione aggirante della cavalleria termina spesso con un ripiegamento sul fianco o sul retro del nemico, mentre la falange attacca frontalmente. Esempi: battaglia di Gaugamela e battaglia di Isso.
- Nella battaglia della Trebbia Annibale fa nascondere dei reparti di fanti, che attaccano i romani alle spalle, mentre la cavalleria assale i romani sui fianchi e la fanteria pesante li blocca frontalmente. Ma la fanteria pesante di Annibale non regge il confronto con quella romana, per cui la tattica fallisce quando i romani sfondano il centro dello schieramento punico e fuggono.
- Nella battaglia di Canne Annibale fa compiere un assalto della sua cavalleria contro quella romana sulle ali, la quale fugge. Poi la cavalleria punica aggira lo schieramento romano e lo assale alle spalle. La manovra viene accompagnata dall'azione della fanteria libica sui fianchi dello schieramento romano e dalla disposizione a mezzaluna del centro punico, che permettono di frenare e bloccare l'impeto frontale dell'assalto romano (Annibale non commette lo stesso errore della Trebbia, dove il suo centro venne sfondato), così la tattica riesce ed è una strage per i Romani.
- Nella battaglia di Zama Scipione manda la sua cavalleria contro quella punica situata sulle ali, che è stata scompaginata dal contatto con gli elefanti fuori controllo di Annibale. La tattica incudine e martello riesce quando la cavalleria romana aggira lo schieramento punico e lo assale alle spalle, mentre la fanteria romana lo incalza frontalmente.

## Curiosità
Il nome di tattica dell'incudine e martello venne dato dagli storici successivi, che paragonarono la tattica al lavoro del fabbro. Infatti in questa metafora l'incudine rappresenta la falange, il martello la cavalleria e il ferro da battere il nemico. Infatti il fabbro colpisce da sopra col martello (elemento mobile) il ferro rovente, che viene schiacciato da sotto contro l'incudine (elemento stabile).